# Bert Trautmann
Bert Trautmann (Bréma, 1923. október 22. – La Llosa, Valencia, Spanyolország, 2013. július 19.) német labdarúgó, kapus, edző.

## Pályafutása
A két világháború közötti Németországban nőtt fel. A második világháború elején csatlakozott a Luftwaffe-hez, ahol ejtőernyősként szolgált. Három éven át a keleti fronton harcolt és öt kitüntetés kapott, köztük a Vaskeresztet. Később átirányították a nyugati frontra, ahol a brit hadsereg fogságába került a háború vége felé. Egyike volt annak a 90 embernek, aki túlélte a háborút az Ashton-in-Makerfield-i fogolytáborban. Trautmann visszautasította a hazaszállítását Németországba és 1948-ban letelepedett Lancashire-ben. Mezőgazdasági munkát végzett és mellette az amatőr St Helens Town labdarúgócsapatban védett.
Teljesítménye felkeltette élvonalbeli klubok érdeklődését is. 1949. október 7-én szerződött a Manchester City csapatához. A klub döntése, hogy egy korábbi német katonai ejtőernyőst szerződtetett felháborította a szurkolókat és 20 000 ember tüntetett ellene. Idővel teljesítménye láttán elfogadták a szurkolók.
1956-ban elnyerte az FWA az év labdarúgója díjat. Az 1956-os angol kupadöntőn a Birmingham City ellen a 73. percben súlyosan megsérült. Látható nyaksérülése ellenére a pályán maradt és így csapata megőrizhette 3–1-es előnyét és kupagyőztes lett. 1964-ig 545 mérkőzésen szerepelt a Manchester Cityben.
Aktív pályafutása befejezése után kezdetben alacsonyabb osztályú angol és német csapatoknál dolgozott. Később a Nyugatnémet Labdarúgó-szövetség keretében szervezett fejlesztési programban vett részt és így dolgozott Burmában, Tanzániában és Pakisztánban.
2004-ben a Brit Birodalom Rendje (OBE) kitüntetést kapta meg az angol-német megbékélésért tett tevékenységéért a labdarúgás által. 2013. július 19-én 89 évesen spanyolországi otthonában hunyt el.

## Sikerei, díjai
Manchester City
- Angol kupa (FA Cup)
  - győztes: 1956
  - döntős: 1955
- FWA az év labdarúgója: 1956